# Переяславське міське поселення
Перея́славське міське поселення (рос. Переяславское городское поселение) — міське поселення у складі району імені Лазо Хабаровського краю Росії.
Адміністративний центр та єдиний населений пункт — селище міського типу Переяславка.

## Населення
Населення міського поселення становить 7399 осіб (2019; 8921 у 2010, 10455 у 2002).